# Litoria eucnemis
Espèce
Synonymes
- Hyla eucnemis Lönnberg, 1900
- Hyla rhacophorus Van Kampen, 1909
- Nyctimystes loveridgei Neill, 1954

Statut de conservation UICN

 LC  : Préoccupation mineure
Litoria eucnemis est une espèce d'amphibiens de la famille des Pelodryadidae.

## Répartition
Cette espèce se rencontre du niveau de la mer jusqu'à 1 500 m d'altitude :
- dans les plaines et les contreforts de la Nouvelle-Guinée en Indonésie et en Papouasie-Nouvelle-Guinée ;
- en Australie, dans le nord de la péninsule du cap York à l'Extrême nord du Queensland.

## Description
L'holotype mesure 67 mm.

## Publication originale
- Lönnberg, 1900 : Reptiles and batrachians collected in German New Guinea by the late Dr Erik Nyman. Annals and Magazine of Natural History, sér. 7, vol. 6, p. 574-582 (texte intégral).